# David Attenborough
David Attenborough (anglès: Sir David Frederick Attenborough)  (Isleworth, 8 de maig de 1926), Sir OM CH CVO CBE FRS FZS, és un divulgador científic naturalista britànic.
Considerat un dels pioners en els documentals sobre la naturalesa, ha escrit i presentat vuit sèries per la BBC, fent possible que es vegi pràcticament qualsevol aspecte de la vida a la terra. A la BBC també ha ocupat càrrecs en la gerència del grup televisiu britànic, esdevenint director de programació entre la dècada del 1960 i 1970.
El juny de 2009 fou guardonat amb el Premi Príncep d'Astúries de Ciències Socials «per l'estudi de la Terra i dels éssers vius amb una creativa i innovadora combinació de sabers».

## Biografia
Nascut el 8 de maig de 1926 a Isleworth (Middlesex) David Attenborough va passar part de la seva infància en un ambient acadèmic, quan la seva família va anar a viure al College House de la Universitat de Leicester, de la qual el seu pare, Frederick Attenborough, va ser director de 1932 a 1951. Era el mitjà de tres germans: el gran, Richard (1923-2014), va ser actor i director de cinema i el petit, John (1928-2012), va ser un executiu de l'empresa italiana Alfa Romeo.
L'any 1939 la seva família va acollir dues nenes jueves refugiades, Helga i Irene Bejach, que, en quedar òrfenes durant la Segona Guerra Mundial, van ser adoptades pels pares d'Attenborough.
Durant la seva infància va iniciar la seva afició a col·leccionar fòssils, roques i altres espècimens naturals. Va iniciar els seus estudis a Leicester i va estudiar ciències naturals a la Universitat de Cambridge. El 1947 fou seleccionat per la Royal Navy per passar uns anys fent expedicions a Gal·les i el Fiord de Forth.
El 1950 es va casar amb Jane Elizabeth Ebsworth Oriel, matrimoni que va durar fins a la mort d'ella el 1997, i tingueren dos fills, Robert i Susan.

## Sèries de TV
La major part de la producció de David Attenborough són documentals de televisió sobre la naturalesa que ell mateix ha presentat i escrit en les sèries denominades Life (Vida), que comença amb la trilogia: Life on Earth (1979), The Living Planet (1984) i The Trials of Life (1990). Hi examina detalladament no només els organismes vius existents a la Terra des de diferents punts de vista, sinó que elabora de forma visual una classificació taxonòmica i ecològica en diferents estats de la vida.
A aquestes produccions inicials li van seguir altres programes més especialitzats com Life in the Freezer (sobre l'Antàrtida; 1993), The Private Life of Plants (sobre les plantes, 1995), The Life of Birds (sobre els ocells, 1998), The Life of Mammals (sobre els mamífers, 2002), Life in the Undergrowth (sobre els invertebrats terrestres, 2005 i Life in Cold Blood (sobre els rèptils i amfibis, 2008). La sèrie de televisió Life té un total de 74 programes.

## Reconeixements
- 1974: Orde de l'Imperi Britànic (CBE)
- 1980: BAFTA honorífic a la seva trajectòria professional
- 1983: Membre de la Royal Society
- 1985: Cavaller (Sir)
- 1991: Reial Orde Victorià (CVO)
- 1996: Orde dels Companys d'Honor (CH)
- 2003: Medalla Michael Faraday
- 2005: Orde del Mèrit (OM)
- 2005: Premi Europeu Descartes en la categoria de comunicació científica, compartit amb Wolfgang Heckel.[4]
- 2009: Premi Príncep d'Astúries de Ciències Socials